# Министерство защиты граждан Греции
Министерство защиты граждан Греции (греч. Υπουργείο Προστασίας του Πολίτη) ответственно за обеспечение безопасности страны, то есть за деятельность полиции, Греческую пожарную службу, Греческую береговую охрану, Греческую аграрную полицию, Секретариат гражданской защиты и Национальную разведывательную службу. Действующим министром является Нотис Митаракис с 27 июня 2023 года.
Министерство было создано в 2009 году путём возрождения министерства общественного порядка (Υπουργείο Δημόσιας Τάξης), которое было объединено с министерством внутренних дел в 2007 году. В 2012—2015 годах называлось Министерство общественного порядка и защиты граждан (Υπουργείο Δημόσιας Τάξης και Προστασίας του Πολίτη). В 2015 году функции министерства переданы созданному Министерству внутренних дел и административной реконструкции (Υπουργείο Εσωτερικών και Διοικητικής Ανασυγκρότησης), существовавшего в 2015—2016 гг. В 2018 году вновь создано Министерство защиты граждан Греции.

## Список министров
Министры защиты граждан
- 2010—2012 Папуцис, Христос
- 2012 Хрисохоидис, Михалис
- 2012 Иконому, Элефтериос

Министры общественного порядка и защиты граждан
- 2012—2014 Дендиас, Никос
- 2014—2015 Киликиас, Василис

Министры защиты граждан
- 2018 Скурлетис, Панос
- 2018—2019 Геровасили, Ольга
- 9 июля 2019 — 26 мая 2023 Хрисохоидис, Михалис
- 26 мая — 27 июня 2023 Лалусис, Хараламбос
- 27 июня 2023 — н. в. Нотис Митаракис[англ.]